# Eilema lenta
Eilema lenta är en fjärilsart som beskrevs av John Henry Leech 1890. Eilema lenta ingår i släktet Eilema och familjen björnspinnare. Inga underarter finns listade i Catalogue of Life.